# Dziadkowice (województwo podlaskie)
Dziadkowice – wieś w Polsce położona w województwie podlaskim, w powiecie siemiatyckim, w gminie Dziadkowice.
Siedziba gminy Dziadkowice.
Miejscowość jest siedzibą rzymskokatolickiej Parafii Trójcy Przenajświętszej w dekanacie siemiatyckim. Prawosławni mieszkańcy wsi należą do parafii Opieki Matki Bożej w Czarnej Cerkiewnej.
W latach 1954–1972 wieś należała i była siedzibą władz gromady Dziadkowice. W latach 1975–1998 miejscowość administracyjnie należała do województwa białostockiego.

## Historia
Pierwotna nazwa Dzathkowycze, później Dziadkowicze. W 1431 r. bracia Piotr na Dziadkowicach oraz Szczepan z Ocic (synowie wójta drohickiego Stanisława Dziadka) ufundowali tu kościół pw. Trójcy Przenajświętszej, śś. Anny, Jakuba i Floriana. Kościół został powierzony Jakubowi, synowi Mikołaja z Chodowa w ziemi łęczyckiej, skąd pochodził też drugi z fundatorów. Jeszcze w 1452 r. świątynia ta była określana jako kaplica, skoro w źródłach występował jej kapelan, Jan. Pierwszy znany pleban - Marcin, występował w latach 1472-76, a jego następca - Jakub był poświadczony w latach 1484-86178. Kolatorami kościoła w XV w. była rodzina Dziadkowskich, o których ze względu na brak źródeł posiadamy jedynie fragmentaryczne informacje z XV w. W 1449 r. występował Szczepan z Dziadkowic, sędzia ziemski mielnicki, w 1452 r. Stanisław z Dziadkowic, w latach 1469-80 Klemens, a w 1495 r. Maciej, Jan Benedykt i Szczęsny Dziadkowscy. W 1526 roku odnowiono erekcję parafii i zmiana wezwania kościoła. W 1657 roku spalona przez wojska moskiewskie Iwana Chowańskiego. W 1737 roku wieś należała do Stanisława Wąsowskiego, miecznika mielnickiego. Potem do Łuniewskich, Mikułowskich, Uszyńskich.

## Demografia
Według Powszechnego Spisu Ludności z 1921 roku wieś zamieszkiwało 107 osób, wśród których 67 było wyznania rzymskokatolickiego, 36 prawosławnego a 4 mojżeszowego. Jednocześnie 75 mieszkańców zadeklarowało polską przynależność narodową a 32 białoruską. Było tu 22 budynki mieszkalne.

## Zabytki

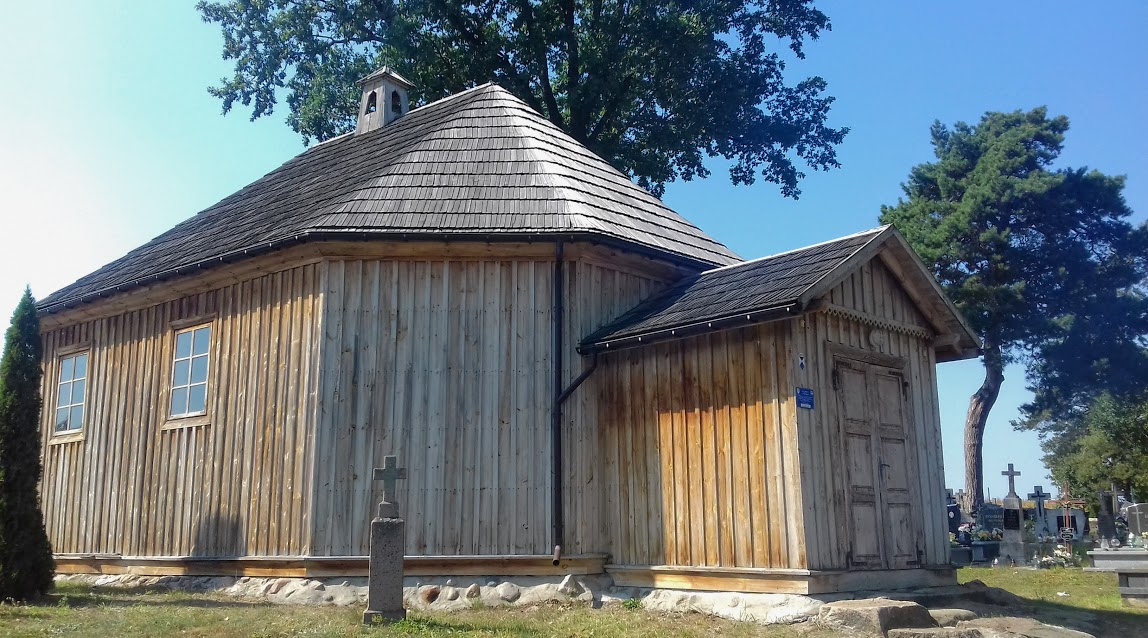
Kaplica cmentarna św. Anny

- zespół kościoła parafialnego, barokowo-klasycystyczny. nr rej.:A-44 z 14.11.1966 i 30.12.1983
  - kościół pod wezwaniem Świętej Trójcy, 1802
  - dzwonnica z 1849
  - ogrodzenie z bramą z 1860 roku
  - drewniana plebania, 2 poł. XIX
- kaplica cmentarna św. Anny z 1826 fundacji dziedzica wsi Uszyńskiego, sędziego powiatu drohickiego, nr rej.:A-43 z 18.11.1966[9]

## Osoby związane z miejscowością
- Wincenty Pugacewicz (ur. 1 sierpnia 1934 w Dziadkowicach) – polski duchowny prawosławny, ksiądz mitrat Polskiego Autokefalicznego Kościoła Prawosławnego[10]